# کنتو ناگاساکی
کنتو ناگاساکی (انگلیسی: Kento Nagasaki؛ زادهٔ ۵ ژوئن ۱۹۹۰) بازیکن فوتبال اهل ژاپن است.